# Coligação Democrática Unitária

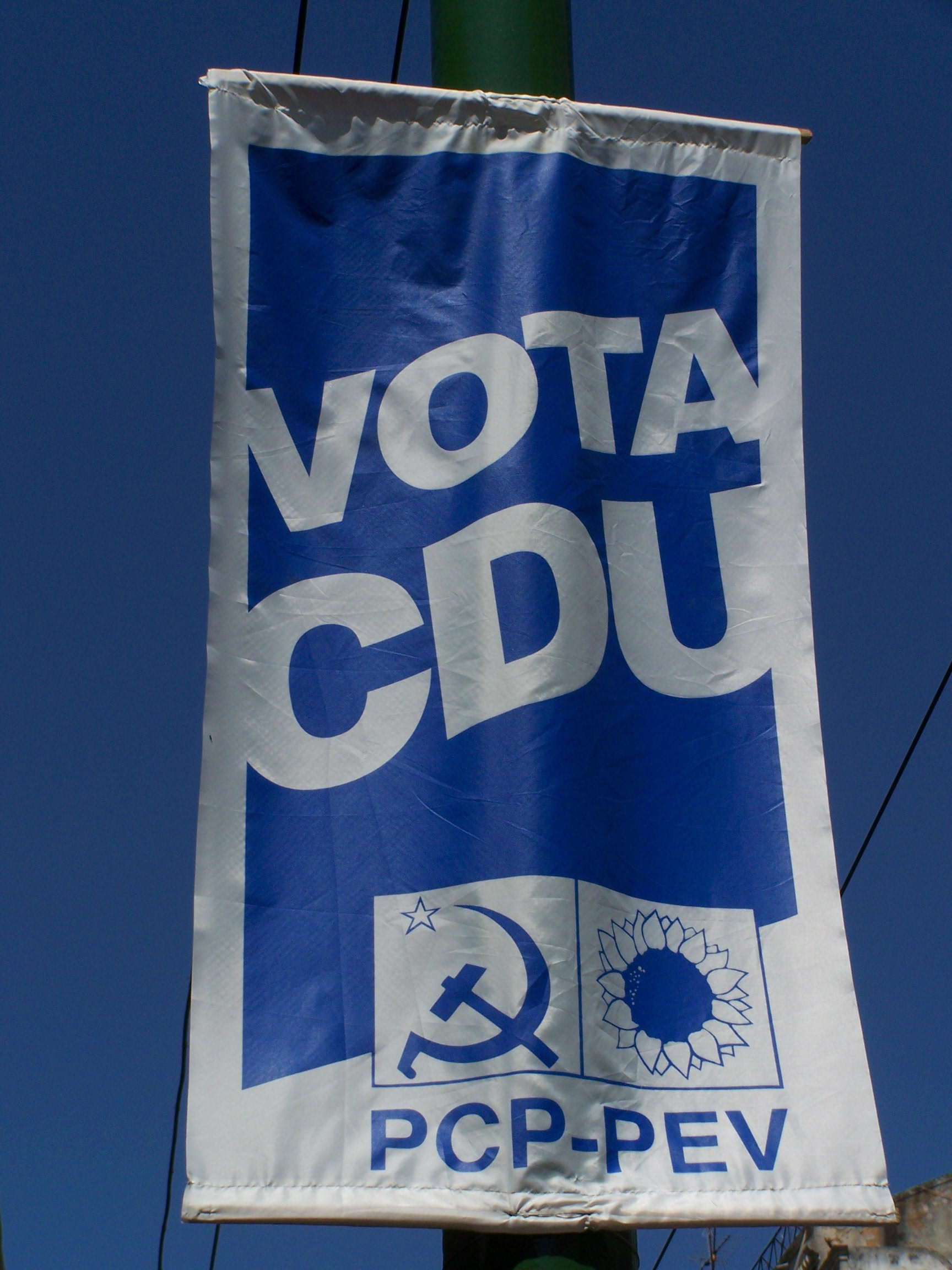
Valbanderoll i Lissabon.

Coligação Democrática Unitária (CDU), portugisiska för ’Demokratiska enhetskoalitionen’, är en valallians i Portugal bestående av Portugisiska kommunistpartiet (portugisiska: Partido Comunista Português) och Ekologiska partiet de gröna (Partido Ecologista Os Verdes). CDU bildades ursprungligen 1987. Sedan bildandet av valalliansen har medlemspartierna aldrig ställt upp i val var för sig. CDU är inte medlem i något europeiskt parti, men Ekologiska partiet är medlem i Europeiska gröna partiet.